# 光の跡/生命体
「光の跡/生命体」（ひかりのあと/せいめいたい）は、2023年12月27日にSPEEDSTAR RECORDSよりリリースされた、日本のシンガーソングライター・星野源の13枚目のシングル。

## 背景とリリース
前作『不思議/創造』以来約2年6か月ぶりのCDリリースで、配信シングルとして8月にリリースされた『生命体』と新曲『光の跡』の両A面シングルであり、カップリングには2024年2月18日に行われる予定の、星野と親交の深いお笑いコンビ・オードリーのラジオ番組『オードリーのオールナイトニッポン』（ニッポン放送）のイベント『オードリーのオールナイトニッポン in 東京ドーム』の主題歌として書き下ろした『おともだち』と、2021年10月から星野自身が出演している、UCC上島珈琲「COFFEE CREATION」シリーズのCMソングとして書き下ろした『Beyond the Sequence』の4曲が収録される。
2023年12月22日に、表題曲『光の跡』が当日公開の映画『劇場版 SPY×FAMILY CODE: White』のエンディング主題歌であることが発表された。『SPY×FAMILY』シリーズの主題歌を星野が担当するのは、テレビアニメのSeason1でエンディングテーマとして書き下ろした『喜劇』以来2度目となった。
「光の跡」はのちに当時の原題であった「Why」と改題され、アルバム『Gen』に収録される。

## 収録曲と規格
| 全作詞・作曲: 星野源（作詞は#4を除く）。 |                         |                          |                          |        |      |
| #                                        | タイトル                | 作詞                     | 作曲・編曲               | 編曲   | 時間 |
| 1.                                       | 「光の跡」              | 星野源（作詞は#4を除く） | 星野源（作詞は#4を除く） | 星野源 | 4:10 |
| 2.                                       | 「生命体」              | 星野源（作詞は#4を除く） | 星野源（作詞は#4を除く） | 星野源 | 3:12 |
| 3.                                       | 「おともだち」          | 星野源（作詞は#4を除く） | 星野源（作詞は#4を除く） | 星野源 | 3:12 |
| 4.                                       | 「Beyond the Sequence」 | 星野源（作詞は#4を除く） | 星野源（作詞は#4を除く） | 星野源 | 3:25 |

### 初回限定盤特典 Blu-ray/DVD

#### 「YP Live Streaming “宴会” 鳳凰篇」ライブ映像
- エピソード
- SUN
- ダスト
- ドラえもん
- そしたら
- ダンサー
- ストーブ
- Nothing
- レコードノイズ
- 不思議
- ギャグ
- Hello Song
- 未公開ドキュメンタリー映像

#### 「LIVE the SPEEDSTAR」ライブ映像
- ひらめき
- ばらばら
- スーダラ節
- 恋
- 化物
- 地獄でなぜ悪い
- くせのうた
- くだらないの中に

## クレジット
光の跡
- 星野源：Vocal, Chorus, Minimoog, MK-80, Matrix-12, 3rd Wave, Programming
- mabanua：Minimoog, MK-80, DX-7, Prophet-5, Programming
- 櫻田泰啓 : MK-80, Piano, Upright Piano
- 長岡亮介：Electric Guitar, Chorus

生命体
- 星野源：Vocal, Chorus, Upright Piano, Handclap
- mabanua：Electric Bass, Upright Piano
- 石若駿：Drums
- 武嶋聡：Alto Sax
- 長岡亮介：Chorus, Handclap
- UA：Chorus, Handclap

おともだち
- 星野源：Vocal, Chorus, Tambourine, Prophet-5, Synthesizer
- 河村“カースケ”智康：Drums
- 三浦淳悟：Electric Bass
- 櫻田泰啓 : Rhodes
- 長岡亮介：Electric Guitar, Chorus

Beyond the Sequence 
- 星野源：Piano, ARP Odyssey, Prophet-5, JUNO-60, Organ, Programming
- 三浦淳悟：Electric Bass

## タイアップ
光の跡
映画『劇場版 SPY×FAMILY CODE: White』エンディング主題歌
生命体
TBS系『世界陸上』『アジア大会』テーマソング
おともだち
ニッポン放送『オードリーのオールナイトニッポン in 東京ドーム』主題歌
Beyond the Sequence
UCC上島珈琲「COFFEE CREATION」シリーズ CMソング